# ゴールウェイ・キネル
ゴールウェイ・キネル（Galway Kinnell、1927年2月1日 - 2014年10月28日）は20世紀後半の最も影響力のあるアメリカ合衆国の詩人の一人。ウォルト・ホイットマン公認の門下であるキネルは、空想の世界へ逃避することで充足を求める考えを断固として拒絶している。
最も愛されている詩集は"St. Francis and the Sow"および"After Making Love We Hear Footsteps"である。

## 経歴
ロードアイランド州のプロビデンス郡に生まれる。キネル本人によると、幼少期はエドガー・アラン・ポーやエミリー・ディキンソンの詩に夢中であった。これは、そういった詩に音楽的魅力を感じたから、また一人で過ごすのが好きだったからであるという。彼の表現を借りれば、郷里 ポータケットの「均質な感覚」に、その魅力的な言葉は訴えかけたのだ。
プリンストン大学で学び、友人であり詩人仲間でもあるW. S. マーウィンと共に1948年に卒業した。文学修士の学位を取得したのはロチェスター大学である。ヨーロッパや中東を広く渡り歩き、フルブライト・プログラムのためパリへ訪れている。1960年代にはアメリカの公民権運動に興味を持つ。アメリカへ戻ってすぐに人種平等会議(略称CORE)に参加し、ルイジアナ州ハモンドにおいて有権者登録および職場人種差別撤廃運動に尽力した。この取り組みによって一時キネルは逮捕されている。キネルは自身の公民権運動への参加と反ベトナム戦争運動の経験を活かして、長編の詩 The Book of Nightmaresを著した。
キネルはニューヨーク大学 でのクリエイティブ・ライティング(作文)の教授や米国詩人協会の会長を務めた。引退後はバーモント州の故郷で暮らしていた。2014年10月28日、白血病のため死去。87歳没。

## 作品の内容
キネルの作品の多くは社会問題を扱っているように見えるが、決して単独の主題に限定されてはいない。彼の作品を通じて、自然な比喩表現だけでなく精神的側面を指摘する批評家もいる 。例えば“The Fundamental Project of Technology”は、不気味な物の創造、単調で超現実的な恐怖の探究、人間と自然に危害を加える核兵器という3つの要素を全て扱っている。彼の現状改革主義や自然への愛で知られた人間性が破壊されることに対する怒りを表明するため、キネルは時に単純かつ残酷なイメージを利用する( “Lieutenant! / This corpse will not stop burning!”から “The Dead Shall be Raised Incorruptible” ) 。ある種の悲しみも“Nobody would write poetry if the world seemed perfect.”といった恐ろしい作品に読み取れる。控えめで重々しい彼の言葉の中には、楽観や美点も存在する。後期の作品で( “Other animals are angels. Human babies are angels” )、動物や子どもが果たす重要な役割において特に顕著であり、それは“Daybreak”や“After Making Love We Hear Footsteps”といった詩で明白に示されている。
翻訳作品や詩集に加えて、一篇の小説と( Black Light, 1966 ) 子ども向けの本も( How the Alligator Missed Breakfast, 1982 )も世に送り出している。
1980年に親友のジェームズ・ライトが亡くなった際には彼に向けた二篇の哀歌を From the Other World: Poems in Memory of James Wright と題して著した。

## 作品の一覧

### 詩
- What a Kingdom It Was. Houghton Mifflin. (1960)
- Flower Herding on Mount Monadnock. Houghton Mifflin. (1964)
- Body Rags. Houghton Mifflin. (1968)
- The Book of Nightmares. Houghton Mifflin Harcourt. (1973). ISBN 9780395120989
- The Avenue Bearing the Initial of Christ into the New World: Poems 1946-64 (1974)
- Walking Down the Stairs (a collection of interviews) (1978).
- Mortal Acts, Mortal Words. Houghton Mifflin. (1980). ISBN 9780395291252
- “After Making Love We Hear Footsteps”. Copper Canyon Press. (1980)
- Blackberry Eating. William B. Ewert. (1980)
- Selected Poems. Houghton Mifflin. (1982). ISBN 9780395320457 ピューリッツァー賞; 全米図書賞
- How the Alligator Missed Breakfast. Illustrator Lynn Munsinger. Houghton Mifflin. (1982). ISBN 9780395324363
- “The Fundamental Project of Technology”. William B. Ewert. (1983)
- The Past. Houghton Mifflin. (1985). ISBN 9780395393857
- When One Has Lived a Long Time Alone. Knopf. (1990). ISBN 9780394588568
- Three Books. Houghton Mifflin Harcourt. (2002). ISBN 9780618219117
- Imperfect Thirst. Houghton Mifflin Harcourt. (1996). ISBN 9780395755280
- A New Selected Poems. Houghton Mifflin Harcourt. (2001). ISBN 9780618154456 全米図書賞最終選考作品
- The avenue bearing the initial of Christ into the New World: poems, 1953-1964. Houghton Mifflin Harcourt. (2002). ISBN 9780618219124
- Strong Is Your Hold. Houghton Mifflin. (2006). ISBN 9780618224975

### 小説
- Black Light. Houghton Mifflin. (1966)

### 翻訳
- イヴ・ボヌフォワ (1968). On the motion and immobility of Douve. Translator Galway Kinnell. Ohio University Press
- フランソワ・ヴィヨン (1982). The poems of François Villon. Translator Galway Kinnell. UPNE. ISBN 9780874512366
- Yvan Goll (1970). Lackawanna Elegy. Translator Galway Kinnell. Sumac Press. ISBN 9780912090078
- Yvan Goll (1968). Yvan Goll, Selected Poems. Translators Paul Zweig, Jean Varda, Robert Bly, George Hitchcock, Galway Kinnell. Kayak Books
- ライナー・マリア・リルケ (2000). Galway Kinnell. ed. The Essential Rilke. Translators Galway Kinnell, Hannah Liebmann. HarperCollins. ISBN 9780060956547